# Гусев, Олег Кириллович
Оле́г Кири́ллович Гу́сев (16 января 1930, Москва — 21 мая 2012, Москва) — российский советский учёный-эколог, исследователь Байкала, писатель, журналист, фотограф. Главный редактор журнала «Охота и охотничье хозяйство» (1964—2012). Заслуженный работник культуры РСФСР (1984).

## Биография
Родился 16 января 1930 года в Москве. Во время Великой Отечественной войны эвакуировался с семьёй на Урал, где у него зародился интерес к охоте.
В 1953 году окончил Московский пушно-меховой институт по специальности биолог-охотовед. Работал в Баргузинском заповеднике заместителем директора по научной работе. Был научным сотрудником Восточно-Сибирского филиала академии наук СССР (1957—1960) в Иркутске, заведующим биостанцией «Миассово»
лаборатории биофизики Уральского филиала АН СССР (1960—1963), где работал с Н. В. Тимофеевым-Ресовским. Занимался экологией соболя, которому посвящена кандидатская диссертация Гусева. Изучал птиц Байкала и Прибайкалья. Был инициатором создания Байкало-Ленского заповедника, вошедшего, наряду с Прибайкальским и Забайкальским национальными парками, в разработанную Гусевым единую сеть охраняемых природных территорий Байкала. Гусев обошёл Байкал пешком, совершил плавание через озеро на резиновой лодке. Фотографии, сделанные в этих походах, стали иллюстрациями будущих книг. Даже переехав в Москву, Гусев часто выезжал в эти места.
С 1963 года в работал в Москве в Минсельхозе СССР старшим инженером. В 1964 году назначен главным редактором журнала «Охота и охотничье хозяйство» и руководил им в течение 48 лет до конца жизни.
Автор десяти книг и сотен научных и научно-публицистических работ по проблемам экологии, охотоведения и охотничьего хозяйства, заповедников и национальных парков. Большая часть научных трудов и книг Гусева посвящена природе Байкала и Прибайкалья.
Председатель Байкальской комиссии Всероссийского общества охраны природы. Заслуженный работник культуры РСФСР, академик РАЕН, Петровской академии наук и искусств, Академии русской словесности и изящных искусств имени Г. Р. Державина.

## Награды и звания
- Орден Почёта (18 октября 1995 года) — за заслуги перед государством, успехи, достигнутые в труде, большой вклад в укрепление дружбы и сотрудничества между народами[6][2].
- Орден Дружбы (29 ноября 1999 года) — за заслуги в охране окружающей среды и природных ресурсов и многолетний добросовестный труд[7][2].
- Орден «Знак Почёта»[2].
- Заслуженный работник культуры РСФСР (23 мая 1984 года) — за заслуги в области советской печати и многолетнюю плодотворную работу[8].
- Благодарность Президента Российской Федерации (8 марта 2009 года) — за многолетнюю плодотворную работу в области печати и активную общественную деятельность[9].
- Награждён медалями[2].